# ジャッジ 〜島の裁判官奮闘記〜
『ジャッジ〜島の裁判官奮闘記〜』（ジャッジ しまのさいばんかんふんとうき）は2007年10月6日から同年11月10日までNHK総合とBSハイビジョンの「土曜ドラマ」枠で放送されたテレビドラマ。全5話。
なお、2008年10月25日から同年11月22日まで放送された、続編『ジャッジII〜島の裁判官奮闘記』（全5話）についてもここで取り上げ、便宜上「第1シリーズ」「第2シリーズ」と呼び分ける。

## 概要

### 第1シリーズ放送までの経緯
当初、2007年8月18日から同年9月1日まで放送された『勉強していたい!』の後番組として、『上海タイフーン』が2007年9月8日から同年10月13日まで放送される予定であり、その後を受けて、このドラマが放送されるはずであった。しかし、『上海タイフーン』で主演を務める木村多江の妊娠による体調不良のため、放送と制作が延期された（その後木村は復帰し、『上海タイフーン』は2008年9月13日から全6回が放送された）関係で、予定されていた2007年11月3日から同年12月1日の放送予定から繰り上げられて放送される運びとなった。

### 特別番組
第2シリーズの開始前日にあたる2008年10月24日放送分の『かんさい特集』で、大阪放送局が制作に携わっている『連続テレビ小説・だんだん』とともに、『だんだん・ジャッジII ドラマの舞台ふるさと紀行』という番組名で、ドラマのロケ地について取り上げた特別番組が放送されている。なお、同番組は10月31日（金）深夜（11月1日（土））の 2:25 - 3:10 に全国放送された。

### 舞台
物語の舞台は鹿児島県にある架空の島『大美島』（おおみじま）であるが、これは奄美大島をモデルとしている。実際の撮影場所にも奄美大島や、隣の喜界島（第4回放送の天之島のモデル）が選ばれ、第1シリーズは2007年夏に撮影が行われた。

## 放送時間
※表記はすべて日本時間。
第1シリーズ
- 総合テレビ 21:00 - 21:58
- BSハイビジョン 18:00 - 18:58
  - 2007年10月20日は、総合テレビで定期的に放送される特別番組『日本の、これから』が放送されたため休止した。10月27日は、東北地方で「伊達者音楽闘技場」（仙台放送局制作）を放送するため、東北地方の全局は全国より30分遅れで放送された。

第2シリーズ
- 総合テレビ 21:00 - 21:58
- BSハイビジョン 18:00 - 18:58
  - 第1回はプロ野球セントラル・リーグ クライマックスシリーズ 第2ステージ 第4戦 巨人対中日戦、第2回は日本シリーズ 第1戦 巨人対西武戦、第3回は同シリーズ第6戦を中継する関係で1時間放送が早められ、17:00 - 17:58に放送された。

## スタッフ
- 脚本家：中園健司/飯野陽子（第2シリーズ第4話のみ）
- 制作統括：城谷厚司（NHK大阪）古川法一郎
- 音楽：羽毛田丈史
- 演出：本木一博/櫻井賢/大原拓（NHK大阪）/井上剛
- 美術：藤井俊樹
- 技術：仲野善隆/坂本忠雄
- 音響効果：巽浩悦/菅野秀典/水谷明男
- 法律監修：佐賀義史
- 奄美ことば指導：鶴忠博
- 大阪ことば指導：田中恵理
- 映像資料提供：常田守
- 撮影協力：鹿児島県奄美市/瀬戸内町/龍郷町/大和村/宇検村/喜界町/与論町/和泊町/知名町/大阪府千早赤阪村/滋賀県豊郷町

## 出演者

### 主要キャスト
三沢 恭介 - 西島秀俊
36歳。大阪地裁で知的財産を扱う仕事をしていたが、離島の地裁（兼家裁）・大美島支部の支部長として妻子と共に転勤してくる。以前は激務に追われ、家庭は崩壊寸前だったが、今回の転勤を機に徐々に修復していく。島で唯一の裁判官のため、民事・刑事・家事とジャンルを問わず何でもこなさなければならない。島での二年の任期を終え、裁判官として大きく成長。自らの希望で東京へ転任。東京地方裁判所で法廷に臨む恭介の姿を映してドラマは終了する。
三沢 麗子 - 戸田菜穂
33歳。恭介の妻。仕事に没頭し家庭を顧みない夫に耐えられず、娘を連れ実家に帰っていたが、夫に説得され共に大美島へやって来る。島へ移ってから手記を書いており、その関係からドラマのナレーションも兼ねている。
三沢 麻衣子 - 枡岡明（子役）
8歳。恭介と麗子の一人娘。クラスメイトの父親が恭介に有罪判決を下され、それが原因でいじめに逢うが、両親と担任教師の水谷恵子の努力もあって克服。島での暮らしに慣れ、島の方言も移りつつある。そのためもあって赴任2年くらいになると、恭介の転勤が近いことを悟ると「島を出たくない」と言って自分の部屋に立てこもる騒ぎを起こす。島を出ると恭介が多忙になり、また別居に発展するのではないかと懸念しての行動だった。
野見山 修 - 小野武彦
56歳。大美島支部の主任書記官。恭介に次ぐ立場（庶務課長）におり、牧竜一脱走の時は呆然とする恭介を補佐して的確な指示を出す。
谷川 淳一 - 的場浩司
36歳。家裁調査官。当初は恭介と対立したが、後に和解。実家は埼玉の農家で谷川はその長男。国体への出場経験がある。
鈴元 久美子 - 市川実和子
28歳。刑事事件担当の書記官。殺人事件など重い事件に直面し、繊細な心が折れそうになり配置換えを希望するが、立ち直る。
第2シリーズ第1話にて福岡へ転勤する。
池田 里美 - 国生さゆり
40歳。居酒屋・里美の女将。官舎のある場所の町内会長で島の暮らしに慣れない三沢一家を何かと助ける。シングルマザー。島へのUターン組であり、リゾート開発関連の訴訟が起きた時は原告側を応援した。
池田 結 - 坂口あずさ
里美の娘。第2シリーズの時点では鹿児島の高校に進学し、鹿児島に住んでいる。結というのは島言葉で「皆で助け合う」という意味。周囲に島言葉を笑われて一時帰ってきたが、里美に「島言葉はあんたそのものなんだよ。」と説得され、鹿児島に戻った。
泉 孝行 - 松尾敏伸
民事事件担当の書記官。大美島の出身で三沢支部長に島の言葉を教えている。
瀬戸 幸彦 - 橋爪遼
事務官。
斉藤 涼子 - 酒井彩名（第2シリーズのみ）
転勤した久美子の後任として鹿児島地裁（当時は事務官）から大美島支部へ赴任した、新任の刑事担当書記官。瀬戸の同期にあたる。有能で仕事は速いのだが、久美子と違ってドライな性格。赴任当初は恭介から事件についての意見を求められても「自分は裁判官ではないので」として何も答えないなど、職務以外のことには消極的だった。だが、瀬戸が起こした不始末の責任をとるために頭を下げる野見山の姿を見て考えが変わり、恭介や谷川にも事件の意見を述べるようになった。
水谷 恵子 - 安めぐみ
島の小学校に勤める教師で麻衣子の担任。麻衣子のいじめ問題にも麗子とともに問題解決に取り組む。第2シリーズでは周囲の反対を押し切って教師としての責任から事故を負った小林洋を毎日見舞う。
三沢 早苗 - 大山のぶ代（第1シリーズのみ）
恭介の母親。東京でもんじゃ焼き屋を営む。転んで足を骨折し、しばらく入院するが、見舞いに来た麗子を島へ返した。後にリハビリの一環で島を訪れ、恭介一家を励ます。ちゃきちゃきの江戸っ子で、麗子は彼女の人柄にほれ込んで恭介のプロポーズを受けることを決意していた。
平 正明 - 寺田農
68歳。島のベテラン弁護士。島には彼を含めて3名しか弁護士がいない。テゲテゲ（「大まか」という意味）がモットーで裁判の直前に黒糖焼酎を飲んだり、事前に公判資料を読んでいなかったり、公判の日を忘れてすっぽかしたり、よく遅刻してしまう。当初は恭介の目にはいい加減な人物にうつったが、能力の低い人物ではない。耳が悪く補聴器をしているが、電池が切れていることが多い。父親は丑之島出身。
畑 夏海 - 浅野温子
43歳。元判事で島の弁護士だった父（演：鈴木瑞穂）は大美島出身だが、自身は東京生まれ。父が死去し、葬儀のために島を訪れ、父が扱っていた案件処理のために島に残る。東京の弁護士事務所に籍を置いており、民事専門だった（父は刑事専門だった）。またロケットには幼いころに父と撮った写真が収められており、悩みがある時はその写真を見る。第1シリーズ第5回では東京の事務所からリゾート開発を巡る訴訟で開発会社側の依頼を受ける。島で扱った事件を通じて本格的に島に戻ることを決意。第1シリーズ第5回で東京の事務所に辞表を提出し、第2シリーズの時点では父の事務所（畑法律事務所）を正式に引き継いで島で活躍。東京に住む同期の弁護士からの誘いも断り、恭介とは対照的に島に残る道を選んだ。もう一人の主人公的存在で、恭介に父の姿をだぶらせている。
演じる浅野温子は2008年11月1日放送の「土曜スタジオパーク」で「一言でいえばファザコンです」と語っている。

### ゲスト出演者
※第1シリーズ第2話に登場した場合は「1-2」などと記す。

#### 第1シリーズ
大阪地裁・裁判長 - 山西惇 (1-1)

大阪地裁・所長 - 芝本正 (1-1)
大阪での恭介の上司。
塚本隆史 - 北村有起哉 (1-1,1-4,2-4)
恭介の同期の友人で東京地裁の判事補。元々は彼が大美島へ行くことになっていたが、胃癌で倒れたために断念、恭介に島行きを勧めた。後に島を訪れ、恭介に癌の再発と迷った末に判決を二つ書いた話を告白する。その翌年（第2シーズン4話）に死去。死の直前に恭介に電話をかけ、少し元気になったのでたまっていた仕事の整理をしていること、修習生時代の日記が出てきたが青臭い内容だったので笑ってしまったこと、そして恭介のいるうちにまた島へ行きたかったことを話す。それが恭介との最後の会話となってしまう。遺品は恭介にも送られ、上述の日記が恭介の東京地裁赴任を後押しすることになった。
平田かおり - 重泉充香 (1-1)
別居している夫の透と息子・悟の親権のことでもめている。
平田透 - 博多華丸 (1-1)
漁師。しかし、漁にも出ずに昼間から酒びたりの生活を送っている。悟の親権を主張し、妻かおりから悟を遠ざけている。
平田悟 - 堺翔太 (1-1)
透とかおりの息子。
悟の祖母 - 路井恵美子 (1-1)
透の母親。
紬工場社長 - 南条好輝 (1-1)
元は夏海の父の顧客。経営が苦しいため、夏海は民事再生法での再建を提案する。
添田博 - 藤木勇人 (1-1,1-2,1-5)
執行猶予中に事件を起こしたため、有罪判決を受ける。弁護人は平。第5回で仮出所し、刑務所生活を通じてもう二度と塀の中はごめんだと思ったことを語り、恭介に謝意を表す。
添田翔太 - 土井洋輝（子役）(1-1〜1-5,2-1,2-3)
添田博の息子。当初は麻衣子に仲良く接していたが、博が実刑を受けたのを恨み、麻衣子のいじめを煽動した。だが恵子の粘り強い説得を受けて改心する。第2シリーズの時点でも小学校に通っている。
添田美那 - 八田麻住 (1-1,1-2,1-5)
添田博の妻。
大石検事 - 村上かず (1-1,2-2,2-4,2-5)
大美島の検事。
牧竜一 - 森田直幸 (1-2,2-1,2-3,2-5）
16歳。両親が離婚し、母親に引き取られてIターンで島へやってきた。母への反発から非行へ走り、自販機荒らしなどを繰り返すようになっており、恭介が事件を担当した時は3回目の家裁送りだった。恭介は鑑別所送りを指示するが、絶望した竜一は脱走してしまう…。
第2シリーズでは島の黒糖焼酎工場で働いている。
牧芳子 - 千堂あきほ (1-2)
竜一の母。
池端忠一 - 梅津栄、島谷マツ - 菅井きん (1-2〜1-5,2-1〜2-5)
島谷が池端に貸した借金を巡って争う。二人ともテゲテゲな性格であることなどから借用書や領収証などの書類は一切なく、借金はすべて口約束で行なわれたため、処理は難航する。なお二人とも年金暮らしで幼馴染である。
第2シリーズでは、裁判員制度の説明を求め、一緒に裁判所に日参する。池端には米軍占領中に生活苦のために密貿易に手を出し、密航先の鹿児島で密入国で捕まった過去がある。軍事裁判では自分の意見に耳を貸してもらえず、刑務所にいる間に末娘を栄養失調で死なせてしまった。そのため、池端は自分が裁判員になったら被告人の意見をきちんと聞きたいと思っていた。
本田磯子 - 中原ひとみ (1-3)
夫を殺害し、起訴された。恭介の母とは同い年。夫勝治は桑野村で黒糖焼酎の工場を経営していたが、工場をたたんで一家は村を出ていた。夫は磯子以外の介護を拒否していたため磯子が11年間も介護をしていたが、磯子自身も高血圧症のために介護が困難になっていた。主任弁護人を平が務め、その補助を夏海が担当している。単なる介護疲れによる殺人と思われたが、夏海は事件の記録を調べていく内にあることに気付く。
本田弘樹 - 津田寛治 (1-3)
磯子の長男。島を出て東京で暮らしている。島を出る羽目に陥った理由が母の殺人事件の遠因となっているが、本人は裁判で島に戻るまでそのことを知らなかった。
大郷信正 - 河原さぶ (1-3)
本田一家が以前住んでいた桑野村の区長。
安田判事 - 利重剛 (1-3,2-2)
殺人のような重大事件は合議体（3人の合議）で行なうため、鹿児島地裁から派遣された裁判官。安田が一番キャリアが長かったが、裁判長は支部長の恭介が務めた。
坂井判事補 - 野波麻帆 (1-3)
安田とともに派遣された裁判官。若いためかやや頭が固く、恭介と対立した。
新城瞳 - ソニン (1-4)
過失で交通事故を起こして子供を死なせた上に母親に重傷を負わせてしまい、在宅起訴された。2人の子供を抱えるシングルマザー。谷川が離婚調停を担当した過去があり、野見山の知り合いでもあった。酒癖の悪い父とは絶縁状態であり、兄の久も後述する理由で瞳への支援はしづらい状況にあるため、親戚を頼ることは事実上不可能である。平が弁護を担当。夏海は瞳が加入する保険会社の代理人を務めている。恭介は執行猶予をつけるかどうか苦悩し、判決を下したが…。
白井宇一 - 尾美としのり (1-4)
瞳が起こした交通事故の被害者の家族。民宿を営んでいる。裁判では瞳への怒りをあらわにする。そのため、判決の主文を聞き、刑が軽すぎると興奮し、退廷させられた。
新城久 - 与座嘉秋（ホーム・チーム） (1-4)
瞳の兄。島を出て大阪に住んでおり、1ヵ月後に海外赴任を控えている。判決の主文を聞き、実刑は重過ぎると呟いた。
山崎ウメ - 河東けい(1-4)
天ノ島の住人。天ノ島での出張裁判で戸籍の訂正（97歳から100歳への訂正）を求める。訂正を求めた理由は小学校の講演の時に100歳の方が話に値打ちが出るからと嘯（うそぶ）いていたが、本当の理由はとても悲しいものだった。特攻で若い命を散らせた息子の写真に今も特攻花（天人菊）を供えている。
新元みづき - 遠藤久美子 (1-4,1-5)
自然観察員。自然保護に取り組み、リゾート開発を阻止するために島の動物達の名で民事訴訟を起こそうとするが、書類の不備が多く却下される。たまたま裁判所に居合わせた平が代理人を引き受け、本格的に訴訟を起こす。東京の短大に通い就職したがなじめず、島に戻ったUターン組。そのため、島の自然に対する愛着が強い。
麓一平 - 岡田浩暉 (1-5)
島の出身。みづきの幼なじみ。みづきからは「一平兄（いっぺいにい）」と呼ばれている。リゾート開発を行なう会社東京エコリゾート興産の責任者。島の産業を盛んにするために開発計画に取り組んでおり、その意味ではみづき同様、島を愛しての行動である。開発計画が「島の自然環境にも十分配慮した」ものだったことに自信を持っていたが、ある二つの事実が判明し、苦悩する。
上杉忠和 - 戸田昌宏 (1-5)
夏海の事務所に所属する弁護士。夏海の後輩。開発会社側の主任弁護人を務める。目先の勝利にこだわる傾向がある。これが結果的に夏海に島行きを決意させる切っ掛けとなってしまう。
山内誠 - 中山仁 (1-5)
夏海の事務所の所長。東京エコリゾート興産の法律顧問を務めているため、被告側の弁護を引き受けた。
麓幸吉 - 山本學 (1-5,2-2,2-5)
自然観察指導員。一平の父。島の学校で校長を務めていた。今は自然保護活動に取り組んでいる。みづきが訴訟を起こした時は、リゾート開発を巡って島が二分される（麻衣子の同級生も喧嘩している）ことを好まなかったことや息子の一平が被告側の責任者であることなどから訴訟に対する態度を決めかね、原告団には参加せず、静観した。

#### 第2シリーズ
光文治 - 田中要次 (2-1,2-5)
窃盗犯。多重債務による生活苦を考慮され執行猶予つきの判決となる。弁護人は平。だが生活苦は解消されず、再び窃盗を犯してしまう。以後逃走していたが、与之島で食料を盗もうとしていたところを栄正男に見つかり、説得され、さらに浜下りの踊りを見ているうちに心境が変わり、翌日自首。恭介の島での最後の法廷で実刑判決を受ける。そのときの訓戒はタビンチュ（島外からやって来た者）の恭介からシマッチュ（奄美群島生れの島民）に向けられた温かいものであった。その時の法廷を光の妻（演：山崎千恵子）と娘、麗子と麻衣子が傍聴していた。
小林章二 - 保坂尚輝 (2-1)
都会からのIターンで島にやってきた。住民の勧めでパッションフルーツの栽培を始めたものの失敗し、島の住民を逆恨みしている。その矢先に休日開放された小学校庭で息子の洋(来年度入学予定)がテニスの審判台に登って台が転倒し、重傷を負った。章二は学校と市を相手取り審判台の管理が不十分だったとし、夏海を代理人に立てて損害賠償を求める訴訟を起こす。恭介は和解を勧めるが…。
小林加奈子 - 佐藤藍子 (2-1)
章二の妻。島に溶け込めないでいる夫を心配し、心を痛めている。
吉岡弁護士 - 中西良太 (2-1)
被告（市・学校）側の代理人。
小島里奈 - 竹中里美 (2-1,2-4,2-5)
夏海の事務所で働く事務員。
稲村昇 - 柄本佑 (2-2)
祝沙耶に交際を迫って断られたのを逆恨みし、彼女を刺殺した容疑で起訴された。弁護人の夏海は沙耶に交際を申し込んだのは友人の森辰夫で殺人は森辰夫との共同正犯であり、主犯はあくまでも森辰夫であると主張する。拘置所では夏海に「トカイッチにはわかりもんや（都会者にはわからん）」とつぶやき、東京育ちの夏海は衝撃を受ける。丑之島出身。
森辰夫 - 中村倫也 (2-2)
昇の幼馴染。事件は昇の単独犯であると主張。昇の主張と真っ向から対立する。子供の頃に皆が笑った昇の島言葉を辰夫だけが笑わなかった。それがきっかけで昇は辰夫と仲良くするようになった。
祝沙耶 - 柳沢なな (2-2)
昇が起訴された事件の被害者。
成瀬判事補 - 近藤公園 (2-2)
昇が起訴された事件を裁くために安田とともに鹿児島地裁から派遣された判事補。黒縁眼鏡をしている。
工藤由佳 - 柳生みゆ (2-3)
万引を繰り返す高校生。牧竜一とは中学校でクラスが一緒だった。弟は本土の学校に通っている。「好きだった男の子に太っているとからかわれた」ことが原因で摂食障害にかかってしまった。恭介は由佳を鑑別所に入れ、さらに摂食障害を治すことにした。そして摂食障害が治ってくるといったん自宅に戻して様子を見ようとしたが…
工藤紘子 - 美保純 (2-3)
由佳の母。由佳いわく「普通の主婦」である。由佳の摂食障害に気づいているが、後述する問題もあって対策を打とうとはしなかった。
工藤勲 - 嶋田久作 (2-3)
由佳の父。観光会社を営んでおり、来年の皆既日食に向けて観光客を呼び込もうと頑張っている。だがそれゆえに家庭を省みることはなく、育児は紘子に任せきりにしていた。また外に愛人を作っていた。それが由佳の摂食障害や万引の真の原因になっているが、自分はそのことに気づいていない。由佳が鑑別所に入れられたことを知ると世間体を気にして、なぜ早く家に戻さないのかと抗議した。また多忙を理由に裁判所の呼び出しにも応じず紘子だけを行かせ、直接やってきた谷川の話も熱心に聞こうとはしなかった。それが由佳をさらに追い込むことになる。
下川久 - 門田裕 (2-3)
裁判所に自己破産を申し立てた男。瀬戸のミスで自分のところに他人の通知書が届いたことを怒り、自分の自己破産申請が世間に知られてしまった、プライバシー侵害だと抗議する。
麗子の母 - 志乃原良子 (2-3)
大阪の千里に住む。電話で麗子と「そろそろ恭介の転勤が近い」という話をする。これがきっかけで麻衣子のストライキが始まった。
陣義雄 - 田村ツトム(2-4)
工事現場に勤める作業員だったが、10か月前に作業中の事故で死亡。会社から出た保証金は3000万円。その分割をめぐって遺産分割調停事件が起きる。
近藤綾 - 押元奈緒子(2-4)
陣義雄の元妻。東京在住。陣との間に近藤空という男の子がいる。陣の勤めていた会社から出た保証金3000万円のうち、3分の2の2000万円の受け取りを求め、息子の空を申立人として遺産分割の調停を求める。その主張の根拠として民法900条4号但書き前段（非嫡出子は嫡出子の半分の相続権しか持たない）と最高裁での5つの判例（5つとも左記の法律を合憲と判断）、および近藤空が嫡出子であることを挙げている。だが調停は半年間（5回）に及び、調停の度に元夫の話が出ることに辟易していた。
玉木優子 - 中村優子(2-4)
陣の内縁の妻で大美島在住。陣との間に玉木海という子供がおり、陣は海を認知していた。里美の知り合いで彼女の紹介で平を代理人に選んだ。里美を「里美姉（ねえ）」と呼ぶことから、里美より年下と思われる。たとえ審判でどんな結果が出ても満足だと平に語る。平は日本国憲法第14条で歌われている「法の下の平等」を根拠に近藤空との折半（1500万円）を主張しているが、同時に自分には荷が重すぎる案件だと苦悩し、負けを覚悟していた。
来栖栄子 - 根岸季衣(2-4,2-5)
申立人（近藤空）側の代理人で東京丸の内に事務所を構えるやり手の弁護士。実は夏海の同期で修習生時代に「人の心を動かすのは直感だ」と夏海に語ったことがある。自分が離婚した時の経験を通じて弁護士になることを決意したという過去がある。その後、自分の事務所の共同経営者にならないかと夏海を誘ったが、断られる。
六条貴章 - 須賀貴匡 (2-4)
大美島支部にやってきた司法修習生。渉外弁護士（外国企業などの法律問題に携わる）志望で東京の事務所に内定している。もともとは鹿児島地裁で修習を受けていたが、担当教官が入院したため大美島支部にやってきた。陣の遺産分割調停事件では申立人の主張を全面的に支持する。そのため、恭介に対して「支部長は判断を避けてきた」と発言してしまう。運動会の練習や調停には興味がないと発言していたが、根は熱血漢であり、恭介に対する発言も法律に対する思いが強すぎるためである。なお、父も二人の兄もともに大学3年で司法試験に合格していたが、六条本人はそうではなかったようで自分のことを「できの悪い末っ子」だと語っている。
関根充 - 松尾諭 (2-4)
六条とともに大美島支部にやってきた司法修習生。裁判官志望。「法の下の平等」を根拠に六条とは対照的に玉木海側の主張を支持する。性格も容姿も少々どんくさいが恋人との結婚を控えている。ただプロポーズも相手に促されて行なうという、やはりどんくさい経緯だったと本人は語っている。
土岐梅子 - 平良とみ (2-4)
花之島在住の老婆。認知症のため、息子の土岐貞夫（兄、演：亀井賢二）と娘の佐伯光子（妹、演：朝比奈潔子）が成年後見を申し立てていた。だが、谷山は梅子と話してあることに気付く。米軍占領時代にゆり球（ユリの球根）を売って子ども達を育てた過去があるが、二人の仲が悪くなったことに心を痛めていた。
栄正男 - 石橋蓮司（2-5）
昭和10年4月8日生まれ。与之島出身。理髪店で「金はない」と言って店主を文化包丁で脅して逃走。交番で巡査に捕まえてくれと申し出た。刑務所に入りたいとして恭介には「裁判はいらない」と言い、弁護人の夏海には「あんた、島人（シマッチュ）じゃないだろう。内地の人間に何がわかる。」、「邪魔するな。」と言い、頑なな態度をとる。平のアドバイスを受けた夏海は与之島へ行き、栄正男の母親が最近亡くなり、正男は葬儀のために40年ぶりに帰郷する途中だったことを知る。事件の背景には島の就労問題があった。
（石橋が役作りのために日焼けしすぎたという余談もある。「土曜スタジオパーク」浅野温子）
大馬孝志- 熊面鯉（2-5）
与之島の酪農家。彼の父親は栄正男の幼馴染だった。島の世話役も務め、栄正男の母親の葬儀を執り行なっていた。夏海から事件を聞き、夏海に与之島までの船代と「浜祭りまでには与之島まで帰ってきてくれ」という伝言を託す。多忙のため出廷できず、代わりに陳述書を提出し、栄の身元保証人を申し出る。
田中輝正（2-5）
栄正男が代金を踏み倒した理髪店田中の店主。
佐藤俊一（2-5）
交番の前で栄正男を緊急逮捕した巡査。公判では証言があやふやだった。
碇山登- 黒田有（2-5）
与之島の会の監事。夏海に大馬を紹介する。
赤崎千恵子　‐　紅萬子（2-5）
欠陥住宅を売りつけられたとして販売業者の芦徳男を訴えた。

## サブタイトル
| 第1シリーズ ジャッジ                              | 各話   | 放送日         | サブタイトル       | 視聴率 |
| ------------------------------------------------- | ------ | -------------- | ------------------ | ------ |
| 第1シリーズ ジャッジ                              | 第1話  | 2007年10月6日  | 新天地             | 7.3%   |
| 第1シリーズ ジャッジ                              | 第2話  | 2007年10月13日 | 迷走               | 7.0%   |
| 第1シリーズ ジャッジ                              | 第3話  | 2007年10月27日 | 告白               | 7.9%   |
| 第1シリーズ ジャッジ                              | 第4話  | 2007年11月3日  | 命                 | 7.5%   |
| 第1シリーズ ジャッジ                              | 最終話 | 2007年11月10日 | 島人（しまっちゅ） | 7.1%   |
| 平均視聴率 7.4%（関東地区・ビデオリサーチ社調べ） |        |                |                    |        |
| 第2シリーズ ジャッジII                            | 各話   | 放送日         | サブタイトル       | 視聴率 |
| 第2シリーズ ジャッジII                            | 第1話  | 2008年10月25日 | 過信               | 6.6%   |
| 第2シリーズ ジャッジII                            | 第2話  | 2008年11月1日  | 共犯               | 7.9%   |
| 第2シリーズ ジャッジII                            | 第3話  | 2008年11月8日  | 反抗               | 5.7%   |
| 第2シリーズ ジャッジII                            | 第4話  | 2008年11月15日 | 二人               | 7.1%   |
| 第2シリーズ ジャッジII                            | 最終話 | 2008年11月22日 | 旅人（タビンチュ） | 8.6%   |
| 平均視聴率 7.2%（関東地区・ビデオリサーチ社調べ） |        |                |                    |        |

視聴率はいずれも総合テレビでのもの。第1シリーズは好評で第2シリーズの制作につながった。その第2シリーズはクライマックスシリーズや日本シリーズと重なったために第1シリーズよりも視聴率が下がったが、ドラマへの関心は高く、最高視聴率を記録した最終回は第1シリーズよりも高かった。

## 主題歌
- 主題歌
  - 『路の途中』（中孝介）
    - マキシシングル『種をまく日々』（エピックレコードジャパン）に収録。
    - 両シリーズでエンディングテーマ曲として使用されている。
- 挿入歌
  - 『絆』（中孝介）
    - アルバム『絆歌』に収録